# 陳稜
陳稜（？—619年），字長威，廬江襄安（現今安徽巢縣）人。

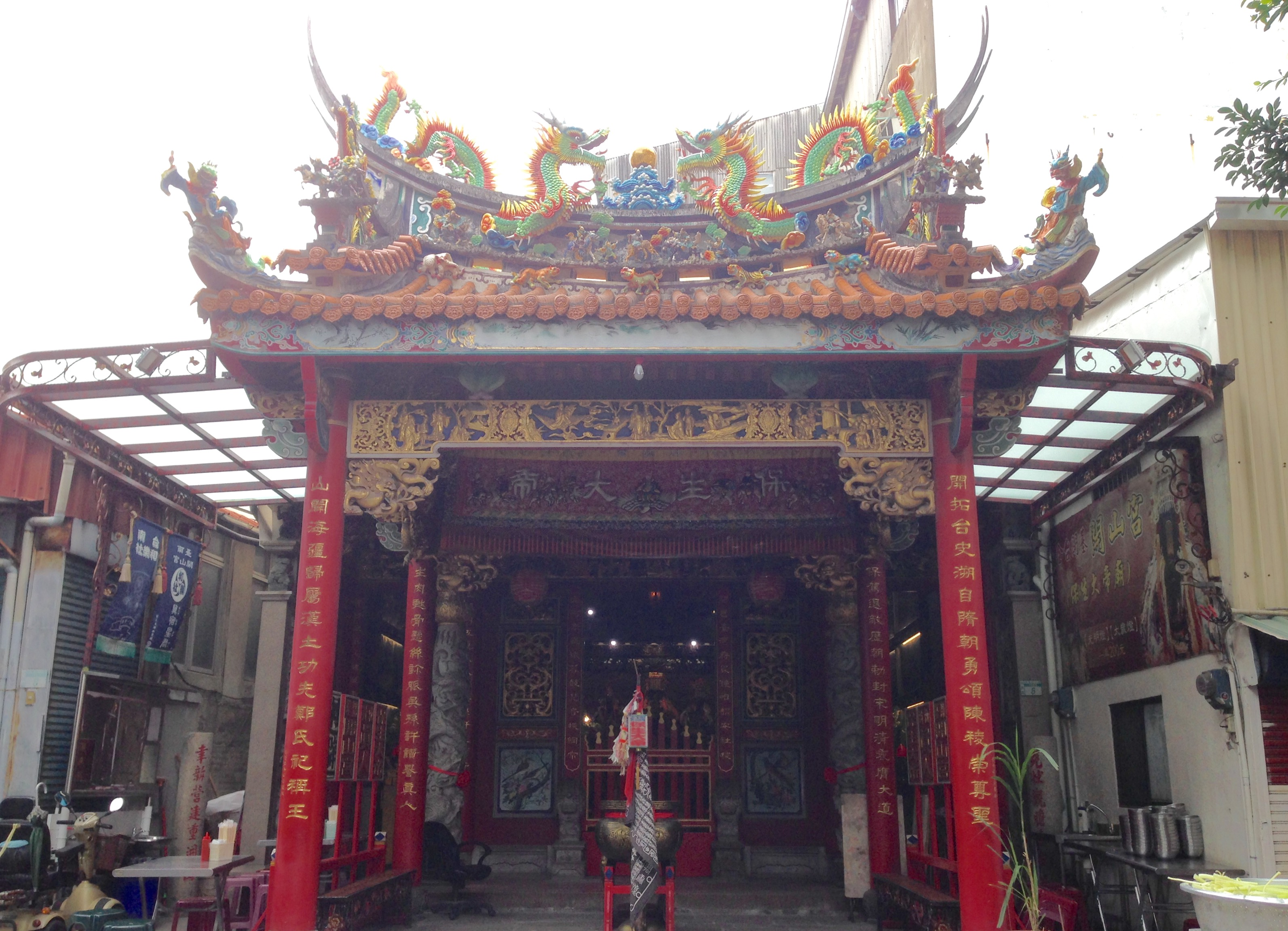
開基開山宮

## 生平
祖父陳碩以釣魚為生。父陳峴年輕時驍勇善戰，跟隨章大寶為帳內部曲，後告發其反逆，官拜譙州刺史。後陳朝滅，高智慧、汪文進等人於江南趁勢作亂，同時陳峴舊部擁立其為主，其欲拒絕，陳稜勸說：「眾亂既作，拒之禍且及己。不如偽從，別為後計。」峴同意之。柱國李徹領軍至當塗，陳峴暗中派遣陳稜至李徹住所，請求為內應。李徹上奏該事，拜上大將軍、宣州刺史，封譙郡公，邑一千戶。詔徹應接之，但李徹軍隊還未到達時計謀便洩漏，陳峴被同黨所殺，僅陳稜得以獲免。
隋煬帝即位，授驃騎將軍。大業三年（607年），拜陳稜為虎賁郎將。隋大業六年，與朝請大夫張鎮周，發東陽兵萬餘，由義安（今廣東潮州）出海討伐琉求國，歷時月餘而至。流求人初見船艦誤以為是貿易之商旅，稜率眾登陸，張鎮周為先鋒，國王歡斯渴剌兜派兵迎戰，多次皆擊退之，陳棱進軍至低沒檀洞，受王子歡斯老模率軍拒戰，敗之，並斬老模。後分五軍直取都邑，最後献俘万七千口。功拜右御卫将军。遼東之役，以宿衛遷左光祿大夫。隔年煬帝再征遼東，陳稜為東萊留守。楊玄感作亂，稜率兵萬餘擊平黎陽，斬玄感所佈署之黎陽刺史元務本。十二年，为農民軍杜伏威部所败。炀帝被杀后，宇文化及命其為江都太守。陳稜服缟素，为炀帝发丧。武德二年（619年）为占据海陵的李子通所逼，投奔杜伏威，伏威忌之，將陳稜杀害。

## 流行文化
一說岱山有陈稜庙。連橫《台湾通史》说台南市亦有陈稜庙，稱开山宫，为郑成功所建，“以稜有开台之功也”。台灣高雄代天宮亦奉祀陳稜將軍為開山爺。